# Federico Muelas
Federico Muelas (Cuenca, 7 de octubre de 1909-Madrid, 25 de noviembre de 1974) fue un poeta, periodista, editorialista y guionista cinematográfico español perteneciente a la generación del 36.

## Biografía
Licenciado en Derecho y Farmacia, estudió también Ciencias Naturales y se estableció como boticario en Madrid. César González-Ruano quiso adscribirlo al grupo "Juventud creadora" y colaboró en la revista Garcilaso en 1946, pero su imaginación desbordante le acercó a la estética postista al amistar con Ángel Crespo, Gabino Alejandro Carriedo y Carlos de la Rica, con quienes cofundó las revistas poéticas Deucalión y El Pájaro de Paja; dirigió esta última y fundó además el grupo de teatro de guiñol "La Cometa", con el que recorrió numerosos pueblos de España. Participó en [tertulias y organizó él mismo la de su rebotica, que denominó "el Ateneo" y a la que acudían José García Nieto, Camilo José Cela, Pedro Toral Ortiz, Sánchez Maza, etc. Llevó el timón como director y redactor jefe de Haz, Medina, Juventud, La Hora,  y Ediciones de Estudiantes Españoles. Fue editorialista de Radio Nacional, Premio Nacional de Guiones Cinematográficos en 1961 y colaborador de las revistas culturales La Estafeta Literaria, Escorial y Vértice, así como de los periódicos y publicaciones ABC, La Vanguardia, Pueblo, Arriba, Fotos, Blanco y Negro, Life, Qggi, Journal des Voyages y diversos diarios hispanoamericanos. Fundó la revista literaria El Bergantín y la Asociación Española de Farmacéuticos de las Letras y las Artes, de la que fue primer presidente. 
Su obra poética es inicialmente neopopularista y se inscribe dentro del garcilasismo, pero con el tiempo avanzó hacia una poesía humanista y a veces religiosa en la línea de Luis Rosales que combinaba los metros clásicos con el verso libre, ambos manejados con igual destreza. Tuvo asimismo acercamientos al postismo y al surrealismo. Destacan los libros Vuelo y firmeza, Rodando en tu silencio, Cantando entre cielo y sangre, Llanto en el umbral, Juglaría, Postigo de la sombra, Ardiente huida, El libro de las arengas, Los míos. Con el título de Poesía secreta se han publicado en 2000 los libros Ardiente huida y El libro de las arengas escritos ambos en los años cincuenta bajo el influjo estético del surrealismo, caso único en el contexto de la generación del 36 a la que pertenece. 
Como escritor de guiones, fue argumentista del filme Llegaron siete muchachas en 1954, cuyo libreto escribió el propio realizador, Domingo Viladomat, y participó en el guion de Farmacia de guardia (1958) de Clemente Pamplona junto con este y Jesús Vasallo. Adaptó Don José, Pepe y Pepito de Juan Ignacio Luca de Tena para el filme del mismo título, también dirigido por Viladomat (1959), junto con el citado Vasallo, Clemente Pamplona, Francisco Abad y Miguel Mezquiriz. Adaptó también El último concierto de Jesús Vasallo y Francisco Abad Ojuel en el filme Nacido para la música (1959), de Rafael J. Salvia. Además realizó los guiones de Llegaron siete muchachas (1954) y Vida sin risas (1959). Escribió El sexto sentido (1963) para el director Enrique Carreras, Héroes de blanco u Hombres y mujeres de blanco (1961) y La mujer de tu prójimo o El noveno mandamiento. Fue dialoguista en Abuelita Charlestón (1961), de Xavier Setó, Perro golfo (1963), de Domingo Viladomat, y Camino de la verdad (1967), de Agustín Navarro Cano.
Escribió también narrativa y teatro, aún mal estudiados (con Jesús Vasallo compuso La reina loca: Drama de amor y celos, en dos partes y cinco actos (1952).
Cronista oficial de su ciudad natal, pronunció numerosas conferencias, recitales y pregones a lo largo de toda la geografía española. El Ayuntamiento de Cuenca convoca el Premio de poesía Federico Muelas en su honor y su coterráneo, el cantautor José Luis Perales, le dedicó su Canción para un poeta, donde evoca su faceta de amante de las campanas. José Luis Perales se ha inspirado en varias poesías de Federico Muelas para sus canciones, que luego fueron éxitos en España y Latinoamérica. [cita requerida]. En 1983 se crea el Colegio Público Federico Muelas, en Cuenca, que convoca anualmente un concurso de literatura infantil con el mismo nombre.
La sección Y poesía cada día, que publicó durante años el periódico ABC, el 5 de septiembre de 1970 dedicó una página a Federico Muelas con los poemas homenaje de Carlos de la Rica, Luis López Anglada y Juan Antonio Villacañas.

## Obra

### Lírica
- Aurora de voces altas (1934)
- Entre tu vida y mi sueño (1934)
- Pliegos de cordel (1936)
- Vuelo y firmeza (1936)
- Temblor (1941).
- Cantando entre cielo y sangre (1941)
- Apenas esto. Antología (1934-1959), M., Gráf. Gómez-España, 1959 (Incluye poemas inéditos). Premio Larragoiti y mención especial del Nacional de Literatura de 1959.
- Rondando en tu silencio, M., Los pliegos del Hocino, 1964 (Premio Nacional de Literatura).
- Los villancicos de mi catedral (1967)
- Cuenca en volandas, Cuenca, Diputación, 1968 (Prólogo de Gerardo Diego).
- Ángeles albriciadores, M., Doncel, 1971.
- Poesía, Cuenca, El toro de barro, 1979.
- Poesía secreta, Cuenca, El toro de barro, 2000. Reúne sus libros Ardiente huida y El libro de las arengas.
- Llanto en el umbral
- Juglaría
- Postigo de la sombra
- Los míos.
- manuela gonzalez la bella.

### Literatura infantil
- El niño que tenía un vidrio verde (1976).
- Bertolín, uno , dos, tres (1962), premio Lazarillo.

### Ensayo
- Sorpresa España (1962)

- Datos: Q5857759
- Multimedia: Federico Muelas / Q5857759